# Atletica leggera ai Giochi della X Olimpiade - Lancio del giavellotto maschile
La competizione del lancio del giavellotto maschile di atletica leggera ai Giochi della X Olimpiade si tenne il 4 agosto 1932 al Memorial Coliseum di Los Angeles.

## L'eccellenza mondiale
| Campione olimpico 1928 | 66,60        | Erik Lundkvist | Assente  |
| Primatista mondiale    | 74,02 (1932) | Matti Järvinen | Presente |

1. ↑  Stabilito il 27 giugno.

## Turno di qualificazione
I tredici lanciatori iscritti sono ammessi direttamente alla finale.

## Finale
Al primo lancio Matti Järvinen balza in testa con 71,25. Lo seguono il tedesco Weimann con 68,18 e Matti Sippala con 68,14.

Al terzo turno, dopo un secondo lancio sopra i 70 metri, Järvinen batte il record olimpico con 72,71. Seguono un lancio a 71,31 e uno a 72,56, anch'esso sopra il precedente primato. L'ultimo lancio è per onore di firma.

Al quinto turno il terzo dei finlandesi, Penttilä, scaglia l'attrezzo a 68,70, agguantando la seconda posizione; Weimann scende in terza posizione. Sippala si ritrova fuori dal podio, ma all'ultimo turno lancia una bordata che sfiora i 70 metri e si prende l'argento.
| Pos.    | Atleta            | Età | Nazione     | Misura | Lanci | Lanci | Lanci | Lanci | Lanci | Lanci |
| Pos.    | Atleta            | Età | Nazione     | Misura | 1°    | 2°    | 3°    | 4°    | 5°    | 6°    |
| ------- | ----------------- | --- | ----------- | ------ | ----- | ----- | ----- | ----- | ----- | ----- |
| Oro     | Matti Järvinen    | 23  | Finlandia   | 72,71  | 71,25 | 70,42 | 72,71 | 71,31 | 72,56 | 67,93 |
| Argento | Matti Sippala     | 24  | Finlandia   | 69,80  | 68,14 | 63,18 | 66,53 | 62,98 | 61,22 | 69,80 |
| Bronzo  | Eino Penttilä     | 25  | Finlandia   | 68,70  | 60,04 | 64,13 | 64,28 | 65,40 | 68,70 | 66,86 |
| 4       | Gottfried Weimann | 24  | Germania    | 68,18  | 68,18 | 57,58 | 60,42 | 61,19 | 61,45 | 65,24 |
| 5       | Lee Bartlett      | 25  | Stati Uniti | 64,46  | 64,46 | 64,44 | 62,62 | 57,30 | 61,47 | 59,55 |
| 6       | Ken Churchill     | 21  | Stati Uniti | 63,24  | 63,24 | 61,19 | 58,88 | N     | 58,07 | N     |
| 7       | Malcolm Metcalf   | 21  | Stati Uniti | 61,89  | 61,89 | 58,34 | 61,29 |       |       |       |
| 8       | Kosaku Sumiyoshi  | 24  | Giappone    | 61,14  | N     | 61,14 | 60,13 |       |       |       |
| 9       | Olav Sunde        | 28  | Norvegia    | 60,81  | 59,85 | 53,35 | 60,81 |       |       |       |
| 10      | Saburo Nagao      | 21  | Giappone    | 59,83  | 59,34 | 59,83 | 59,01 |       |       |       |
| 11      | Heitor Medina     |     | Brasile     | 58,00  | 58,00 | 48,33 | N     |       |       |       |
| 12      | Adolfo Clouthier  | 23  | Messico     | 46,38  | 44,57 | N     | 46,38 |       |       |       |
| 13      | Miguel Camberos   | 27  | Messico     | 41,71  | 41,71 | N     | 38,60 |       |       |       |